# Proavga cardalei
Proavga cardalei är en stekelart som beskrevs av Sergey A. Belokobylskij 1989. Proavga cardalei ingår i släktet Proavga och familjen bracksteklar. Inga underarter finns listade i Catalogue of Life.